# Bredsjön (Daretorps socken, Västergötland)
Bredsjön är en sjö i Tidaholms kommun i Västergötland och ingår i Motala ströms huvudavrinningsområde. Sjön har en area på 0,579 kvadratkilometer och ligger 240 meter över havet.

## Delavrinningsområde
Bredsjön ingår i det delavrinningsområde (643577-139711) som SMHI kallar för Mynnar i Svedån. Avrinningsområdets medelhöjd är 254 meter över havet och ytan är 13,15 kvadratkilometer. Det finns inga delavrinningsområden uppströms utan avrinningsområdet är högsta punkten. Bistocken som avvattnar avrinningsområdet har biflödesordning 3, vilket innebär att vattnet flödar genom totalt 3 vattendrag innan det når havet efter 200 kilometer. Delavrinningsområdet består mestadels av skog (78 procent). Avrinningsområdet har 1,62 kvadratkilometer vattenytor vilket ger det en sjöprocent på 12,3 procent.